# Stefaan Van den Bremt
Stefaan van den Bremt (Aalst, 12 oktober 1941) is een Vlaams dichter en essayist. Hij debuteerde onder het pseudoniem Stevi Braem in 1968 met de bundel Sextant, waarmee hij de eerste debuutprijs (in 1969) won. Onder dit pseudoniem schreef hij ook als redacteur in het literair tijdschrift Kreatief (1966-2003). In 1980 ontving hij de Louis Paul Boonprijs voor zijn gehele oeuvre.

## Publicaties

### Werken
- Sextant (1968)
- Een valkuil in de wolken (1971)
- Dossier Latijns-Amerika (1972)
- Van het een komt het ander (1973)
- Het spel van Angèle en Adèle (1976)
- Andere gedichten (1980)
- Het onpare paar (1981)
- Mijn verbeelding is jouw slaaf niet (1982)
- Op een bordje volgt de rekening (1982)
- Met ogen vol vergetelheid (1989)
- Rover en reiziger (1992)
- Verbeelde boedel (1995)
- Een vlieg met gouden vleugels (1997)
- Taalgetijden (1999)
- Stemmen uit het laagland (2001)
- In een mum van taal (2002)
- Bommerskonten (samen met anderen, 1978)
- Voegwerk (2009)

### Biografie(ën)
- G.J. van Bork en P.J. Verkruijsse, De Nederlandse en Vlaamse auteurs. (1985)
- G.J. van Bork, Schrijvers en dichters (dbnl biografieënproject I) (2003-....)

- Biblioteca Nacional de España: XX1449927
- Bibliothèque nationale de France: cb124973684 (data)
- Digitale Bibliotheek voor de Nederlandse Letteren: brem016
- Gemeinsame Normdatei: 111605415
- International Standard Name Identifier: 0000 0000 7824 7960
- Library of Congress Control Number: n92113330
- MusicBrainz: b39e19cd-2a41-4d79-b0d4-611656938dab
- Nederlandse Thesaurus van Auteursnamen: 069100683
- Système universitaire de documentation: 034190228
- Virtual International Authority File: 49328434
- WorldCat: E39PBJdWX9VJCw3cRFybhX6VG3